# Шадчино (Новосёловское муниципальное образование)
Шадчино — упразднённый посёлок[уточнить] в Екатериновском районе Саратовской области России. Урочище на территории Новосёловского муниципального образования.

## География
Расположен в северной части Саратовского Правобережья, в пределах Окско-Донской равнины, в степной зоне, в правобережье реки Шадча бассейн реки Аркадак.
Абсолютная высота — 216 метров над уровнем моря.

### Климат
Климат характеризуется как континентальный с холодной малоснежной зимой и сухим жарким летом. Среднегодовая температура воздуха — 4,6 °C. Средняя многолетняя температура самого холодного месяца (января) составляет −13 °C (абсолютный минимум — −43 °С), температура самого тёплого (июля) — 20 °C (абсолютный максимум — 40 °С). Средняя продолжительность безморозного периода 140—150 дней. Среднегодовое количество атмосферных осадков — 500 мм, из которых 225—320 мм выпадает в период с апреля по октябрь. Снежный покров держится в среднем 130—140 дней в году.

## История
Основатели — старинный род Шадчиных, в основном боярских и казачьих кровей, но были и купеческого сословия. С приходом советской власти почти все Шадчины были раскулачены. Род сохранил лишь несколько родовых ветвей.
Упоминается также как Шатчино, Шатчина или Шадча. В 1917—1928 годах имел статус деревни, был административным центром Шадчинского (Шатчинского) сельсовета Галаховской волости Саратовской губернии. С образованием Екатериновского района стал входить в его состав.
В 1960-х годах входил в Индустриальный сельсовет (до 1964 Аткарский район), входивший в состав Ртищевского сельского района с 1964 по 1965 год.
С 1967 года жители начали переселяться в Новосёловку, в скором времени населённый пункт прекратил существование.

## Инфраструктура
Входило Шадчино до войны в совхоз «Индустриальный», вблизи находилась машинно-тракторная станция (МТС). Школы отсутствовали.

## Транспорт
Шадчино стояло на перекрёстке двух просёлочных дорог, одна из пересекала реку.